# 電気工事技術講習センター
一般財団法人電気工事技術講習センター（でんきこうじぎじゅつこうしゅうセンター）は、第一種電気工事士定期講習、認定電気工事従事者認定講習、特種電気工事資格者認定講習などを実施する機関。

## 事業概要
- 電気工事士法に定められた次の講習をおこなっている。
  - 第一種電気工事士定期講習
  - 認定電気工事従事者認定講習
  - 特種電気工事資格者認定講習（ネオン工事、非常用予備発電装置工事）

## 設立経緯
電気工事の高度化専門化に対応すべく、1987年に電気工事士の資格が大きく見直された。上位資格として第一種電気工事士、専門資格として特種電気工事資格者が新たに設けられた。その際、旧電気工事士は第二種電気工事士とされたのだが、実務経験5年＋講習により第一種電気工事士に上位移行できる経過処置が2年間にかぎり実施された。（講習1種と呼ばれていた）この講習を実施したのが当機関であり、電気工事技術講習センターが設立された経緯である。また認定電気工事従事者認定講習、特種電気工事資格者認定講習もおこなうこととなった。
なお5年ごとに受講義務のある第一種電気工事士定期講習（実質の更新講習）については、かつて独立行政法人製品評価技術基盤機構（NITE）が唯一の指定機関であり、実際の講習は電気工事技術講習センターに再委託されて独占業務であった（さらに日本電気協会、日本電気工事業工業組合連合会へ再々委託されていた）。しかしこの多層構造が民主党政権の行政刷新会議（事業仕分け）で問題とされ、規制改革・制度改革によりNITEの関与はなくなった。2013年度からは新たに指定された3民間法人と合わせて、4団体から受講者が自由に選択できることとなっている。以前は経済産業省原子力安全・保安院所管の財団法人であったが、公益法人制度改革に伴い一般財団法人へ移行した。
基礎資格である第一種電気工事士および第二種電気工事士の国家試験は、電気技術者試験センターが実施しているので、当機関と間違えないよう注意されたい。